# Läkemedelsöverkänslighet
Läkemedelsöverkänslighet kan vara immunologiskt betingad (allergi) men beror ofta på andra mekanismer.
Ogynnsamma reaktioner av läkemedel kan bero dels på rent farmakologiska effekter av medlet, alltså det som kallas biverkningar, dels på överkänslighet.

## Symtom vid läkemedelsöverkänslighet
Vanligt är symtom från huden.
- Exantem (toxikodermi) är vanligast
- Fixt utslag är hudförändringar som återkommer på samma plats vid förnyad behandling med medlet
- Urtikaria och angioödem är vanligt
- Anafylaktiska reaktioner är relativt ovanliga
- Feber (drug fever) är kan komma efter några dagars behandling
- Erytema multiforme innebär rundade, rodnade fläckar med centralt ljusare partier
- Stevens-Johnsons syndrom är ett tillstånd med hudförändringar som vid erytema multiforme men samtidigt förekommer slemhinneförändringar
- Toxisk epidermal nekrolys är en svårare form av Stevens Johnssons syndrom. Det kan vara livshotande
- Serumsjuka ger feber, urtikaria och ledsmärtor
- Vaskulit  kan orsaka purpura, oftast på underbenen
- Symtom från blod och benmärg  kan förekomma i form av immunhämolytisk anemi , trombocytopen purpura och neutropeni

## Läkemedel som ger överkänslighetsreaktioner
Så gott som alla läkemedel kan utlösa överkänslighetsreaktioner. Dock är det framförallt antibiotika (bland annat penicillin), värktabletter, epilepsimediciner, lokalbedövningsmedel och röntgenkontrastmedel som ofta utlöser överkänslighetsreaktioner.

## Indelning av läkemedelsöverkänslighet
- Intolerans kallas ibland symtom som beror på en överdriven reaktion på ett läkemedel
- Idiosynkrasi har man kallat avvikande reaktioner på ett läkemedel. Orsaken kan bland annat vara en genetisk defekt
- Allergiska reaktioner beror på immunologiska mekanismer. De kan vara av olika typer
  - IgE-medierade reaktioner ( typ I-reaktioner enligt Coombs & Gell) utlöses inom en kort tidsrymd efter exposition för ett läkemedel
  - Cytolytiska reaktioner (typ II) beror på att läkemedelsantigenet, på ytan av röda blodkroppar eller andra celler, reagerar med antikroppar- Detta kan leda till hemolytisk anemi eller trombocytopeni
  - Serumsjukeliknande reaktioner (typ III) utlöses av immunkomplex och komplementaktivering. Symtom på serumsjuka uppstår efter 1-3 veckors läkemedelsbehandling
  - Fördröjd överkänslighet (lymfocytmedierad, typ IV) vid läkemedelsallergi ser man framförallt i form av kontaktdermatiter vid lokalbehandling av huden med olika salvor

## Differentialdiagnoser
Ogynnsamma symtom som uppkommer vid läkemedelsbehandling beror inte alltid på överkänslighet. Vanliga är andra mekanismer.
- Toxiska reaktioner kan bero på överdosering
- Läkemedelsbiverkningar är farmakologiska effekter av ett läkemedel
- Interaktioner med andra läkemedel är viktiga orsaker till ogynnsamma reaktioner
- Feltolkning av symtom. Det förekommer ofta att hudutslag uppkommer i anslutning till en infektion som behandlats med antibiotikum. Orsaken till utslaget behöver inte vara läkemedlet. I många fall tycks det vara infektionen i sig själv som utlöst symtomen